# 스타틸리아 메살리나
스타틸리아 메살리나(Statilia Messalina, 35년 경 – 68년 이후)는 로마의 귀족 여성으로, 로마 황후이자 로마 황제 네로의 세 번째 아내였다.

### 배경
고대 기록에는 그녀의 가문에 대한 언급이 거의 없으나, 수에토니우스는 그녀가 로마 장군이자 두 차례 집정관을 지낸 뒤 승리를 기념하는 개선식을 거행한 티투스 스타틸리우스 타우루스의 고손녀라고 기록하고 있다. 그녀는 서기 45년에 집정관을 지내고 황제 클라우디우스를 상대로 한 음모에 연루된 티투스 스타틸리우스 타우루스 코르비누스의 딸이거나, 코르비누스의 여동생 스타틸리아 메살리나의 딸로 여겨진다. 그녀의 할머니는 서기 기원전 31년에 집정관을 지낸 로마 원로원 의원 마르쿠스 발레리우스 메살라 코르비누스의 딸 중 한 명인 발레리아 메살리나 코르비나였을 가능성이 있다.

### 결혼
그녀의 네 번째 남편은 집정관 마르쿠스 율리우스 베스티누스 아티쿠스였으며, 그에게서 아들을 낳았을 가능성이 있는데 이 아들은 서기 88년에 사망했다. 서기 65년경, 그녀는 네로의 정부가 되었다. 황제의 두 번째 아내인 포파이아 사비나가 죽은 후, 베스티누스는 66년에 자살을 강요받았고, 그렇게 해서 네로는 스타틸리아와 결혼할 수 있었다.
그녀는 네로의 통치가 몰락한 후에도 살아남은 몇 안 되는 네로의 측근 중 한 명이었다. 네로가 죽은 후, 마르쿠스 살비우스 오토는 서기 69년에 자살하기 전에 그녀와 결혼하겠다고 약속했다.

## 참고 문헌
- Syme, R., Augustan Aristocracy